# 康斯坦丁·穆拉维耶夫
康斯坦丁·弗拉多夫·穆拉维耶夫（1893年3月5日—1965年1月31日），保加利亚总理，保加利亚人民农民联盟的领导人。就职后宣布与柏林断绝外交关系，并向德国宣战，但很快便被苏联资助的共产党驱逐下台。